# یواس‌اس ابساروکا (آی‌دی-۲۵۱۸)

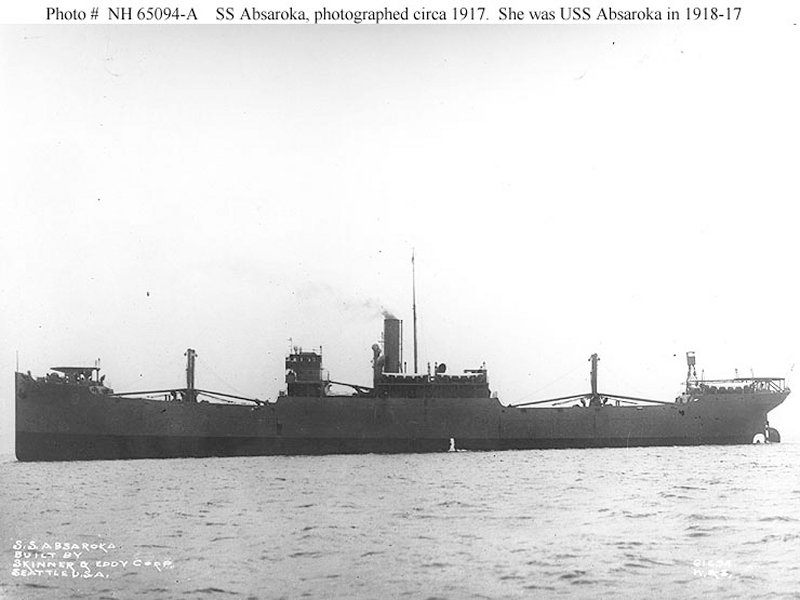
یواس‌اس ابساروکا (آی‌دی-۲۵۱۸)

یواس‌اس ابساروکا (آی‌دی-۲۵۱۸) (به انگلیسی: USS Absaroka (ID-2518)) یک کشتی بود که طول آن ۴۲۳ فوت ۹ اینچ (۱۲۹٫۱۶ متر) بود. این کشتی در سال ۱۹۱۷ ساخته شد.